# Petrus Fabricius
Petrus Fabricius, latinisiert aus Schmidt, (* vermutlich 1587 in Tondern/Nordschleswig; † 9. August 1650 in Warnitz/Nordschleswig oder 1651 in Aabenraa) war ein dänischer Pastor und Komponist.

## Leben und Wirken
Petrus Fabricius war ein Sohn des Tonderner Kaufmanns Jacob Schmidt, der nach 1609 starb, und dessen Ehefrau Anna, geborene Glasser. Sein Vetter zweiten Grades war Jacob Fabricius der Ältere. Seine Lebensdaten sind nicht einheitlich dokumentiert. Gemäß dem Kirchenbuch von Warnitz wäre er am 9. August 1650 dort gestorben. Dies sei vier Wochen vor der Vollendung des 71. Lebensjahres geschehen, Fabricius’ Geburtsjahr somit 1579. Er studierte ab März 1603 und wäre dann bereits 23 Jahre alt gewesen, was als eher unwahrscheinlich bezeichnet werden kann.
Gemäß Johannes Mollers Cimbria literata war das Geburtsjahr 1587, was zuverlässiger erscheint. Ein Grund für diese Annahme ist, dass er zu den Schulfreunden von Georg Calixtus zählte, der 1586 zu Welt kam. Die Daten im Kirchenbuch kommen vermutlich aus zweiter Hand.
Fabricius wurde vermutlich in Tondern groß und ging dort auch anfangs zur Schule. In einem Brief an Calixtus wechselte er von einer Flensburger Schule an die Universität Rostock, an der er sich im März 1603 einschrieb. Dabei wählte er die latinisierte Form des väterlichen Familiennamens. Neben dem Theologiestudium beschäftigte er sich mit Musik. So schrieb er ein Ehrengedicht über die Kompositionslehre Musica poetica von Joachim Burmeister. Hinzu kamen Studien von Mathematik und Astronomie. Diese Interessensgebiete hatte er mit seinem Studienfreund Peter Lauremberg gemein.
Fabricius wurde im November 1608 zum Magister promoviert. 1610 trat er eine Stelle als Adjunkt des Pastors Petrus Paludanus in Bülderup an und folgte auf ihn drei Jahre später als Pastor. 1614 heiratete er Maria, deren Vater Andreas Jacobi Scerbecius († 1619) Pastor in Scherrebek war. Seine Ehefrau war eine Nichte von Johannes Scherbeck. Das Ehepaar hatte eine Tochter und vier Söhne, die später als Pastoren in Nordschleswig wirkten.
1617 wechselte Fabricius als Pastor nach Warnitz und blieb hier bis zum Lebensende. Bis 1700 übernahmen die Pastorenstelle einer der Söhne und ein Enkel.
Während Fabricius’ Zeit in Warnitz kam es zum Dreißigjährigen Krieg. Reiter des Kaisers besetzten das Kirchspiel vom Herbst 1627 bis zum Frieden von Lübeck. Dabei nahmen sie Fabricius Geld, Getreide und Nahrungsmittel im Wert von 300 Mark ab.

## Werke
Von 1605 an veröffentlichte Fabricius für mehr als vierzig Jahre jedes Jahr einen astronomischen Kalender. Exemplare hiervon sind nicht erhalten und auch nicht nachgewiesen. Da Fabricius im Herzogtum Schleswig noch postum als fleißiger Astronom bezeichnet wurde, ist davon auszugehen, dass die Kalender tatsächlich existierten. Johannes Moller erwähnte gesammelte Briefe, die Fabricius von gebildeten Freunden bekommen hatte wie Jacob Fabricius dem Älteren und Georg Calixtus.
Fabricius verfasste ein umfangreiches Lieder- und Lautenbuch. Das handschriftliche Werk wird in der Königlichen Bibliothek Kopenhagen aufbewahrt. Er erstellte den Großteil der Sammlung zur Studienzeit, während der auch Lauremberg Eintragungen vornahm. Das Buch umfasst nahezu 150 Lieder, von denen viele Volkslieder und ursprünglich niederdeutsch sind. Hinzu kommen 200 deutsche, polnische, englische, französische, italienische und polnische Tänze in einer Tabulatur für Laute. Darüber hinaus enthält es 26 Choralmelodien, Redensarten und Rätselsprüche.
Die von Fabricius erstellte Sammlung ist größer als ähnliche Bücher, die zu derselben Zeit publiziert wurden. Kennzeichnend ist das studentische Umfeld und dessen Lebensgewohnheiten. Die weltlichen Liedtexte sind größtenteils auch in anderen handschriftlichen und gedruckten Werken zu finden. Einzigartig sind hingegen die musikalischen Aufzeichnungen. Viele Notationen sind über Fabricius’ Notation hinaus unbekannt, so die Melodie des bekannten, Klaus Störtebecker gewidmeten Liedes.
Fabricius hielt die Melodien in gewöhnlichem Notensatz fest. Oftmals ergänzte er seine eigene Tabulatur für Laute, die spieltechnisch und künstlerisch anspruchsvoll ist. Woher Fabricius die Fähigkeiten besaß, eine solche Sammlung zu erstellen, ist nicht dokumentiert.